# Бенно Мейссенский
Бенно (нем. Benno; 1010, Хильдесхайм — 16 июня 1106, Майсен, Маркграфство Мейсен) — католический святой, десятый епископ Майсенский (1066—1106), сын графа Вернера фон Вальденберга.

## Биография
Бенно родился в 1010 году в Хильдесхайме (Нижняя Саксония). Получил ученое образование, в 1028 году постригся в монахи, а в 1066 году был возведён императором Священной Римской империи Генрихом IV в сан епископа мейссенского.
Вследствие тайного участия в заговоре саксонцев, Бенно в 1075 году был дважды заключён Генрихом IV в тюрьму и лишен сана епископа города Мейсена. Только после изъявления им полной покорности ему был возвращён этот сан, и с тех пор, держась в стороне от светских интриг и следуя принципам Григория VII, он ревностно занялся улучшением быта духовенства, обращением в христианство вендов и введением усовершенствованного хозяйства в Мейссенском округе.
Епископ Бенно скончался 16 июня 1106 года в Мейсене. Его мощи в 1576 году были перенесены в город Мюнхен, и он был признан патроном города и всей страны; часть этих мощей была подарена Карлом VII католической общине в Дрездене.

## Прославление
31 мая 1523 года Бенно был причислен папой римским Адрианом VI к лику святых. Против этого Мартин Лютер написал сочинение «Wider den neuen Abgott und alten Teufel, der zu Meissen soll erhoben werden».
День памяти — 16 июня.